# Csigalépcső (film, 1957)
A Csigalépcső 1957-ben bemutatott fekete-fehér magyar film, amit Bán Frigyes rendezett, forgatókönyvét Bárány Tamás írta. Premierje 1957. október 17-én volt Magyarországon.

## Cselekmény
A film egy szerelmi háromszög történetét meséli el. Benkő Lajos mezőszegi könyvtárost egy budapesti könyvtárba helyezik át, ám lakásgondok miatt a családja nem költözik vele. Itt azonban beleszeret kolléganőjébe, Editbe. Családját egyre ritkábban látogatja meg, a karácsonyi ünneplés pedig veszekedésbe torkollik. Ezután a feleség, Márta a fővárosba utazik, hogy kibéküljön férjével, ahol összetalálkozik férje szeretőjével...

## Szereplők
- Somogyvári Rudolf – Benkő Lajos
- Vass Éva – Varró Edit
- Sütő Irén – Márta
- Barsy Béla – Benkő Lajos mezőszegi ismerőse
- Deák Sándor – Az igazgató Benkő Lajos munkahelyén
- Kállai Ferenc – Ilosvay Károly
- Petur Ilka – Nagymama, Márta édesanyja
- Tompa Sándor – Seszták
- Egri István – Gerencsér Béla
- Titkos Ilona – Hazainé a főbérlő
- Károlyi Béla – a hangversenyen a közönség tagja
- Nádudvari Erzsi – Dundi, kolléga
- Gera Zoltán – Czakó
- Békés Itala – Czakóné
- Császár Kamilla – fogadósné
- Gyárfás Endre – jegyüzér
- Gaál Éva – Karcsi táncpartnere
- Géczy Dorottya – dízőz
- Zenekar – Dr. Holéczy Ákos és együttese.

További szereplők: Ferencz László, Forgács László, Hajnal Károly, Kollár Béla, Magyari Tibor, Mohácsi Irén, Raffay Blanka, Seres Erzsi

### Gyermekszereplők
- Kapronczay Rita – Benkő Lajos lánya
- Weiser Tóni – Benkő Lajos fia